# Idioma uruava
El uruava es una lengua austronesia extinta que se hablaba anteriormente en el sureste de Bougainville, Papua Nueva Guinea.
El idioma se hablaba alrededor de los Arawa. Fue grabado poco antes de que sus hablantes se cambiaran al idioma naasioi el cual no es una lengua austronesia.